# Тину Тиністе
Тину Тиністе  (ест. Tõnu Tõniste, 26 квітня 1967) — радянський і естонський яхтсмен, олімпійський медаліст.
Тину Тиністе змагався в класі яхт «470» разом із своїм братом-близнюком Тоомасом. Представляв «Калев» (Таллінн). 1988 року за видатні досягнення отримав значок почесного члена спортивного товариства «Калев».

## Виступи на Олімпіадах
| Олімпіада      | Дисципліна | Місце |
| -------------- | ---------- | ----- |
| Сеул 1988      | Клас «470» | 2     |
| Барселона 1992 | Клас 470   | 3     |
| Атланта 1996   | Клас 470   | 10    |
| Сідней 2000    | Клас 470   | 22    |